# Koro-sensei Q!
Koro-sensei Q! (殺せんせーQ! Koro-sensē-Q!?,  lit. ¡La búsqueda de Koro-sensei!) es una serie de manga de comedia, escrita por Kizuku Watanabe e ilustrada por Jō Aoto. Se trata de un spin-off del manga Assassination Classroom de Yūsei Matsui. Fue serializada en la revista Saikyō Jump de Shūeisha desde el 2 de octubre de 2015 hasta el 4 de octubre de 2019.

## Argumento
En un universo paralelo situado en un mundo de juego de rol, los estudiantes de la Academia Kunugigaoka son héroes en entrenamiento mientras que los estudiantes de clase 3-E son aquellos que poseen bugs —errores informáticos—, siendo considerados más débiles que los otros héroes. La clase 3-E tiene como tarea derrotar a su profesor, Koro-sensei, un Rey Demonio que intencionalmente les entrena para que algún día puedan ser capaces de derrotarlo.

## Personajes
Koro-sensei (殺せんせー Koro-sensē?)
Voz por: Jun Fukuyama, Sonny Strait (inglés)
Koro-sensei es un Rey Demonio que intencionalmente se ofreció como maestro de la clase 3-E para que estos pudieran algún día derrotarlo. Anteriormente, solía ser un héroe que logró conseguir todo y comenzó a aburrise de su vida. Aguri Yukimura, del Templo del Comercio, le ofreció entonces la posición de un Rey Demonio y una túnica que le convirtió en algo similar a un pulpo amarillo, su apariencia actual. Incluso ahora como un Rey Demonio, todavía se aburre porque nadie es capaz de derrotarlo, de ahí la razón por la cual decidió enseñar en la clase 3-E.
Nagisa Shiota (潮田 渚 Shiota Nagisa?)
Voz por: Mai Fuchigami, Lindsay Seidel (inglés)
Nagisa es uno de los estudiantes de la clase 3-E y el protagonista principal de la historia. A diferencia de los otros estudiantes, su error (bug) es aleatorizado y va desde hacer que su cuerpo adquiera una musculatura asombrosa a volver al pasado sin borrar la memoria de nadie. Debido a su rostro y figura femenina, es capaz de equiparse con una armadura para personajes femeninos.
Karma Akabane (赤羽 業 Akabane Karuma?)
Voz por: Nobuhiko Okamoto, Austin Tindle (inglés)
Originialmente era un "genio demonio malvado pelirrojo" que vivía en una cueva del norte. Su error es que cuando se burla de alguien, su suerte se reduce drásticamente. Una sátira notable de su mala suerte es cuando bañeras que salen de la nada le golpean en la cabeza en incontables ocasiones. Se une a la clase 3-E después de que Koro-sensei le derrotase.
Kaede Kayano (茅野 カエデ Kayano Kaede?)
Voz por: Aya Suzaki, Monica Rial (inglés)
Es una de las estudiantes de clase 3-E, buena amiga de Nagisa. Kayano ama los postres y parece tener un complejo acerca de sus pechos pequeños, considerándolos como su error.
Yūma Isogai (磯貝 悠馬 Isogai Yūma?)
Voz por: Ryōta Ōsaka, Jerry Jewell (inglés)
Isogai es el presidente de la clase 3-E, el denominado "ikemen" (イケメン lit. Caballero?). De los demás estudiantes, es el único que posee una armadura heroica, pero debido a que su familia es pobre, solo pudo permitirse costear la mitad delantera de la armadura, cosa que más tarde se revela como su error.
Ryōma Terasaka (寺坂 竜馬 Terasaka Ryōma?)
Voz por: Subaru Kimura, Marcus D. Stimac (inglés)
Es un estudiante corpulenyo y fuerte, líder de la pandilla de delincuentes de la clase-E. Después de que una caja del tesoro intercambió su cuerpo, fue abandonado en una mazmorra y ha estado entrenando desde entonces, finalmente llega al nivel 99 y se convierte en el más fuerte en la clase.
Yuzuki Fuwa (不破 優月 Fuwa Yuzuki?)
Voz por: Kana Ueda, Kristi Kang (inglés)
Una estudiante de la clase 3-E que es propensa a romper la cuarta pared y conectó la trama en Koro-sensei Q! y la historia principal, aunque nadie sabe lo que significa.

## Media

### Manga
Koro-sensei Q! es actualmente serializado en Japón en la revista de la editorial Shūeisha, Saikyō Jump, desde el año 2015. El primer volumen del manga ha sido lanzado el 4 de julio de 2016.

### Película
El manga recibió una adaptación a una película animada que se estrenó en Japón el 19 de noviembre de 2016. Fue dirigida por Seiji Kishi y Yoshito Nishōji, y animada por Lerche, el mismo estudio que se encargó de animar la serie original.

### Anime
A mediados de 2016, se anunció el lanzamiento de una adaptación a serie de anime consistente de doce episodios de 10 minutos de duración cada uno. El tema de apertura es RE: QUEST!, cantada por la actriz Aya Suzaki bajo el nombre de su personaje, Kaede Kayano, mientras que el tema de cierre ofrece una versión de 8 bits del primer tema de apertura de la serie original, Seishun Satsubatsu-ron. El décimo episodio presenta el cuarto tema de cierre de la serie original, Mata Kimi ni Aeru Hi, cantado por el actor de voz de Kōtarō Takebayashi, Takahiro Mizushima. Crunchyroll transmitió la serie de forma simultánea, mientras que Funimation licenció la serie y comenzó a emitirla con su doblaje en inglés el 12 de enero de 2017.

#### Lista de episodios
| #  | Título                                                                                              | Estreno                 |
| -- | --------------------------------------------------------------------------------------------------- | ----------------------- |
| 1  | «La clase E y el gran malvado» «Maō to E-gumi» (魔王とE組)                                          | 23 de diciembre de 2016 |
| 2  | «El demonio rojo» «Akai Akuma» (赤い悪魔)                                                           | 30 de diciembre de 2016 |
| 3  | «La bruja seductora» «Yūwaku no majo» (誘惑の魔女)                                                  | 5 de enero de 2017      |
| 4  | «Las ruinas de la tribulación» «Shiren no iseki» (試練の遺跡)                                       | 12 de enero de 2017     |
| 5  | «La hechicera evolucionada» «Shinka no majutsu-shi» (進化の魔術師)                                  | 19 de enero de 2017     |
| 6  | «El Berserker plateado» «Gin no kyōsenshi» (銀の狂戦士)                                             | 26 de enero de 2017     |
| 7  | «¡El ataque de los cinco grandes!» «Go eiketsu!» (五英傑！)                                         | 2 de febrero de 2017    |
| 8  | «El gran cambio malvado» «Ore ga maō de maō ga ore de» (オレが魔王で魔王がオレで)                   | 9 de febrero de 2017    |
| 9  | «Confrontación en la Torre Fukuma» «Kessen! Fukuma no tō» (決戦！伏魔の塔)                          | 16 de febrero de 2017   |
| 10 | «Takebayashi, ¿abandonando la clase E?» «Takebayashi, E-gumi Yameru tte yo» (竹林、E組まめるってよ) | 23 de febrero de 2017   |
| 11 | «No es un trabajo, es una llamada» «Tenshoku? Tenshoku?!» (転職？天職？！)                          | 2 de marzo de 2017      |
| 12 | «Adiós, adiós, gran malvado» «Bye Bye Maō» (BYE BYE 魔王)                                           | 9 de marzo de 2017      |